# Kazachstania piceae
Kazachstania piceae är en svampart som först beskrevs av Weber & Spaaij, och fick sitt nu gällande namn av Kurtzman 2003. Kazachstania piceae ingår i släktet Kazachstania och familjen Saccharomycetaceae.   Inga underarter finns listade i Catalogue of Life.